# Corral Viejo, Michoacán de Ocampo
Corral Viejo är en ort i Mexiko.   Den ligger i kommunen San Lucas och delstaten Michoacán de Ocampo, i den södra delen av landet, 200 km sydväst om huvudstaden Mexico City. Corral Viejo ligger 348 meter över havet och antalet invånare är 157.
Terrängen runt Corral Viejo är huvudsakligen kuperad, men den allra närmaste omgivningen är platt. Runt Corral Viejo är det ganska tätbefolkat, med 52 invånare per kvadratkilometer. Närmaste större samhälle är Huetamo de Núñez, 11,1 km väster om Corral Viejo. I omgivningarna runt Corral Viejo växer huvudsakligen savannskog.